# Єгорлицька
Єгорлицька — станиця, адміністративний центр Єгорлицького сільського поселення й Єгорлицького району Ростовської області. Найнаселеніша станиця Ростовської області.
Розташована у Задонні на Доно-Єгорлицькій рівнині у верхів'ях річки Єгорличек (раніше Нижній Єгорлик), правого притоку Куго-Єї. Більша частина станиці розташована на правому березі Єгорличка. На Єгорличку — ставки. Єгорлицькою проходить федеральна дорога Р-217 «Кавказ», якою до Ростову-на-Дону — 110 км, а до Зернограда — 46 км.
Населення 17660 мешканців (2010 рік).
У станиці залізнична станція Атаман на лінії Батайськ-Сальськ. У 3 км на захід колишній військовий аеродром «Єгорлицький».
У Єгорлицькій діє 3 середніх школи, Єгорлицький історико-краєзнавчій музей, стадіон, будинок культури, районна лікарня, психоневрологічний диспансер, парк-музей.

## Історія
1783 року російський уряд створює 4 задонські станиці на тракті на Кавказ: Злодійську, Кагальницьку, Мечетинську й Єгорлицьку. У 1809 році першими поселенцями Єгорлицької стали українці з Катеринославської, Чернігівської та інших губерній, яких перевели у козацький стан.
1811 року зведений дерев'яний храм Миколая Чудотворця.
1819 року для привиття колишнім українським селянам козацьких звичаїв сюди доселили 75 сімей козаків з Луганської, Нижньо-Чирської, Калачинської, Березовської, Мигулинської, Хазовської станиць й слободи Провальської.
На 1859 рік в Єгорлицькій станиці налічувалося 325 дворових господарств; 2216 осіб (947 чоловіків й 1269 жінок); православна церква; ярмарок.
1865 року відкрите чоловіче парафіяльне училище.
На 1873 рік в Єгорлицькій налічувалося 467 дворових садиб, 8 кибиток й 128 садиб; 2773 особи (1399 чоловіків й 1374 жінок); а в Єгорлицькому юрті - 509 дворових садиб, 3 кибитки й 141 бездворова садиба; мешкало 3052 особи (1543 чоловіки й 1509 жінок).
1888 року військове міністерство збудувало телеграфну лінії на Кавказ й відкрило телеграфне відділення у Єгорлицькій.
На 1897 рік тут було 862 садиби, 5154 осіб (2545 чоловіків й 2609 жінок), 8 лавок, церква, 10 шинків, 3 ковальні, 27 млинів, цегловий завод.

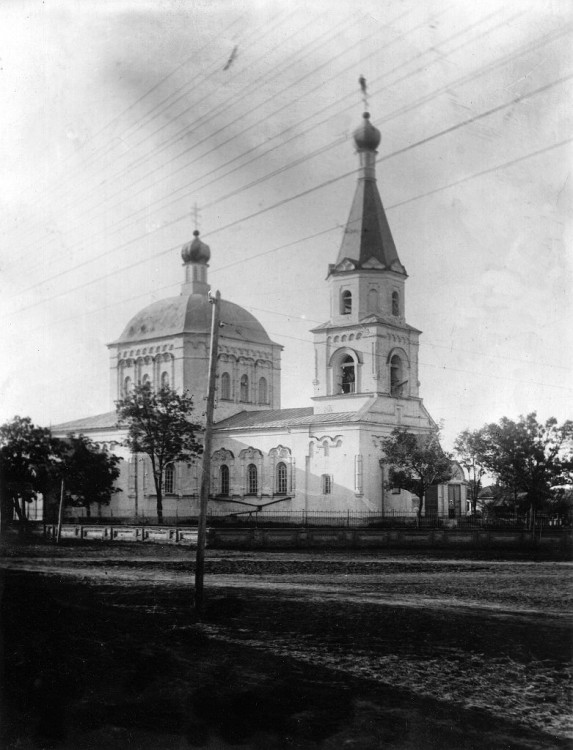
Храм Миколи Чудотворця проіснував у 1906—1936 роках.

У 1880—1906 роках зведена кам'яна церква Миколи Чудотворця.
На 1915 рік тут було 1217 садиб, 8989 осіб (4669 чоловіків й 4320 жінок).

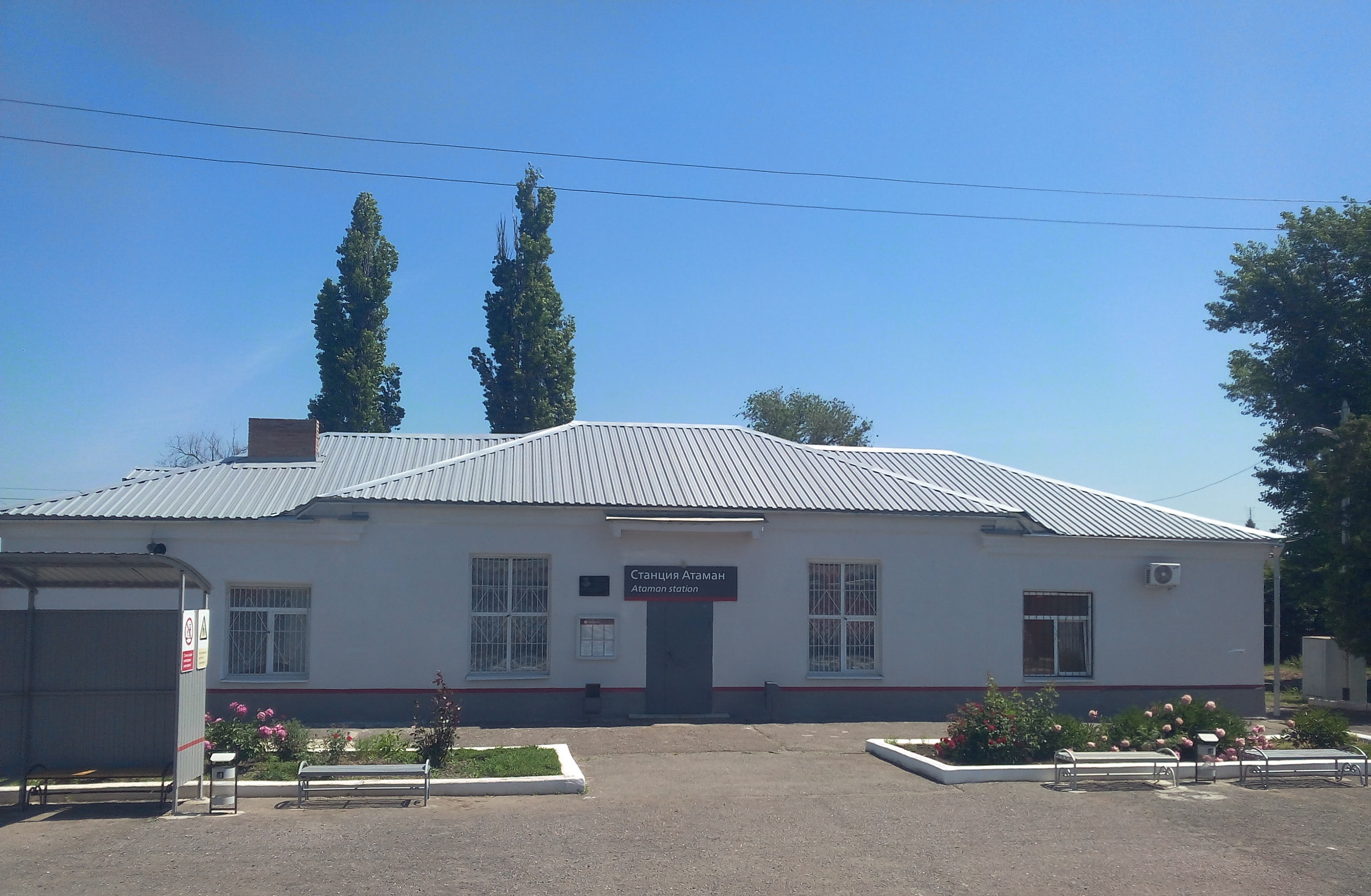
Станція Атаман

1916 року побудована залізнична станція Атаман лінії Батайськ-Торгова (Сальськ) на честь отамана станиці, урядника Івана Кодацького.
Після Громадянської війни у Росії залишилося багато сиріт. Для них був відкритий Єгорлицький дітбудинок на 59 місць, що не вмістив навіть половини безпритульних дітлахів.
1929 року 1679 господарств й 6940 мешканців об'єднали у колгоспі «12 років Жовтня». 1930 року тут створено «Єгорлицький» радгосп. 1934 року радгосп був розділений на три: «Єгорлицький», «Роговський» й імені Луначарського. З 1935 року виходила газета «Ленінський путь».
1936 року влада зруйнувала храм Миколи Чудотворця. 1937 року протоірей Петро Ямщіков був розстріляний.
З кінця липня 1942 до 25 січня 1943 року Єгорлицький район був окупований німцями.
З 1963 року виходить газета «Зоря».
За переписом 1970 року у Єгорлицькій мешкало 12068 осіб (5370 чоловіків й 6698 жінок).
За переписом 1979 року тут мешкало 13660 осіб (6110 чоловіків й 7550 жінок).
На військовому аеродромі «Єгорлицький» базувався 325-й окремий транспортно-бойовий вертолітний полк, що зазнав втрат у роки Афганської війни 1979—1989 років, Грузино-абхазької війни 1992—1993 років та у Чеченських війнах.
За переписом 2002 року тут мешкало 18005 осіб (8494 чоловіків й 9511 жінок).
У 2006—2011 роках відбудований православний храм.